# Bédoin
Cet article possède un paronyme, voir Bédouin.
Bédoin (en provençal classique Bedoin et en provençal mistralien Bedouin) est une commune française, située dans le département du Vaucluse en région Provence-Alpes-Côte d'Azur.

## Géographie

Bédoin, une des communes du piémont du mont Ventoux.

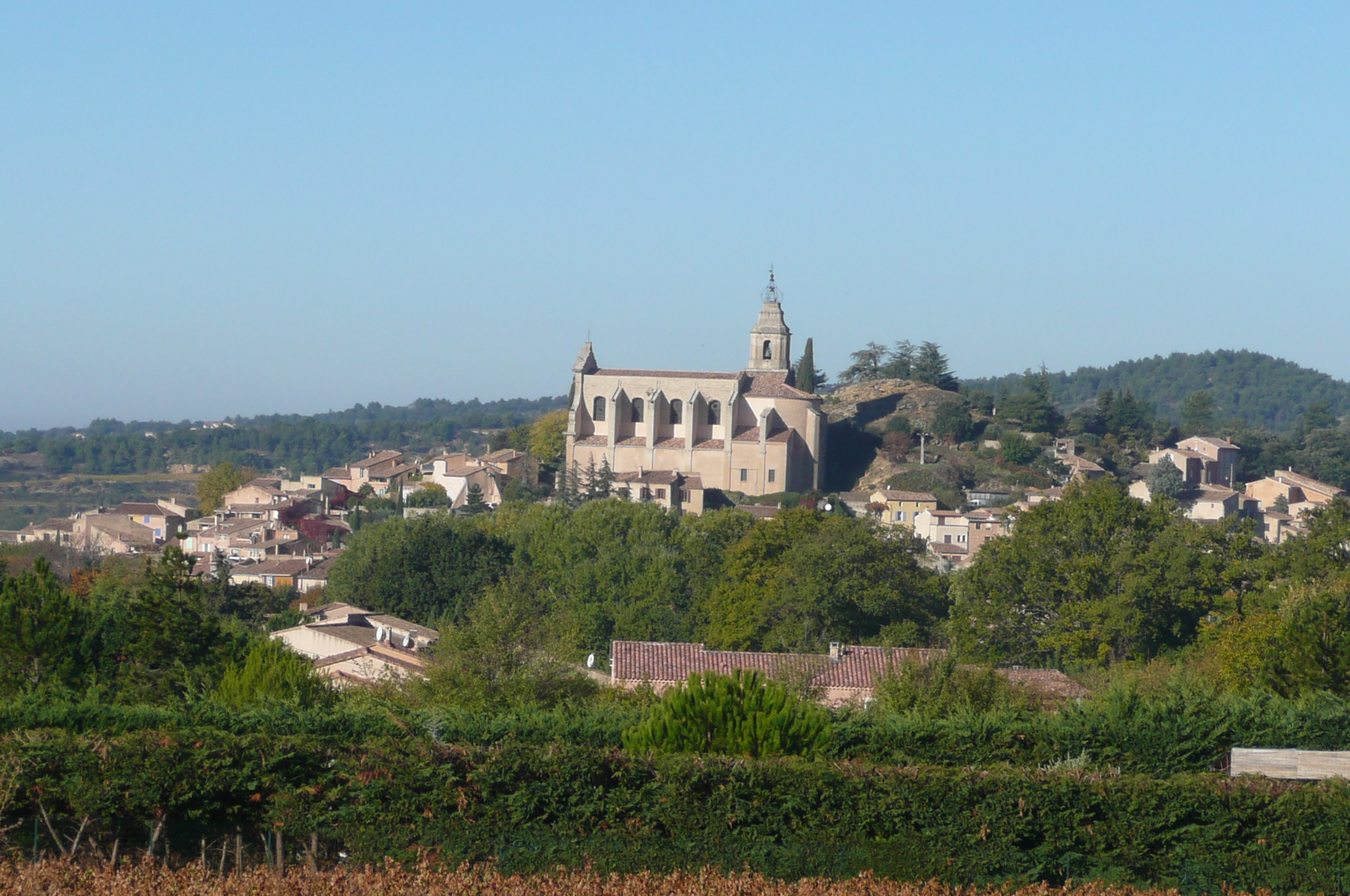
Vue sur Bédoin.

Bédoin est située au nord du département de Vaucluse, entre le mont Ventoux et Carpentras.
La superficie totale de la commune est de 9 103 ha dont 6 280 ha de forêt communale, ce qui en fait l'une des plus grandes forêts communales de France.

### Accès
On accède au village de Bédoin par la départementale route départementale 974 (D 974) : Malaucène-Carpentras. Bédoin est situé à environ 12 km de Carpentras (10 min) et 35 km d'Avignon (45 min). L'autoroute la plus proche est l'A7, sortie Avignon Nord.

### Hameaux et lieux-dits
Bédoin compte plusieurs hameaux et lieux-dits :

#### Hameaux
- Sainte-Colombe ou les Gautiers.
- Les Bruns.
- les Baux.

#### Lieux-dits
- Domaine de Bélèzy.
- Le Chalet Reynard.
- Les Constants.
- Les Bellonis.
- La Bernarde.
- Les Clops.
- Les Chalons.
- Les Crottes.
- Les Fatigons.
- les Fébriers,
- Les Jeans-Blancs.
- Les Maridats.
- Saint-Estève.
- Les Demoiselles coiffées (site privé interdit à la visite).
- Les Pousse-Chien.
- Les Vendrans.
- Pierravon.
- Les Gnasses.

### Distances des grandes villes françaises
L'orientation et la localisation de Bédoin par rapport à quelques grandes villes françaises sont données dans le tableau suivant. Distance à vol d'oiseau :
| Ville                | Marseille | Montpellier  | Nice         | Lyon       | Toulouse   | Bordeaux   | Paris      | Nantes       | Lille      | Brest        | Strasbourg   |
| Distance Orientation | 87 km (S) | 117 km (S-O) | 173 km (S-E) | 185 km (N) | 304 km (O) | 461 km (O) | 569 km (N) | 625 km (N-O) | 741 km (N) | 880 km (N-0) | 534 km (N-E) |

### Relief

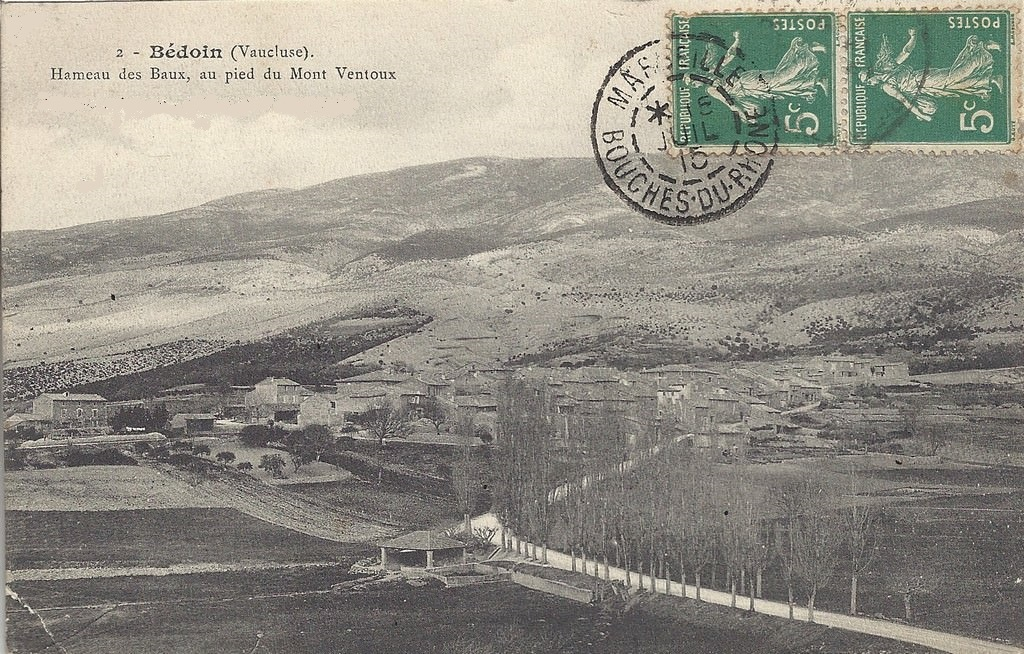
Hameau des Baux.

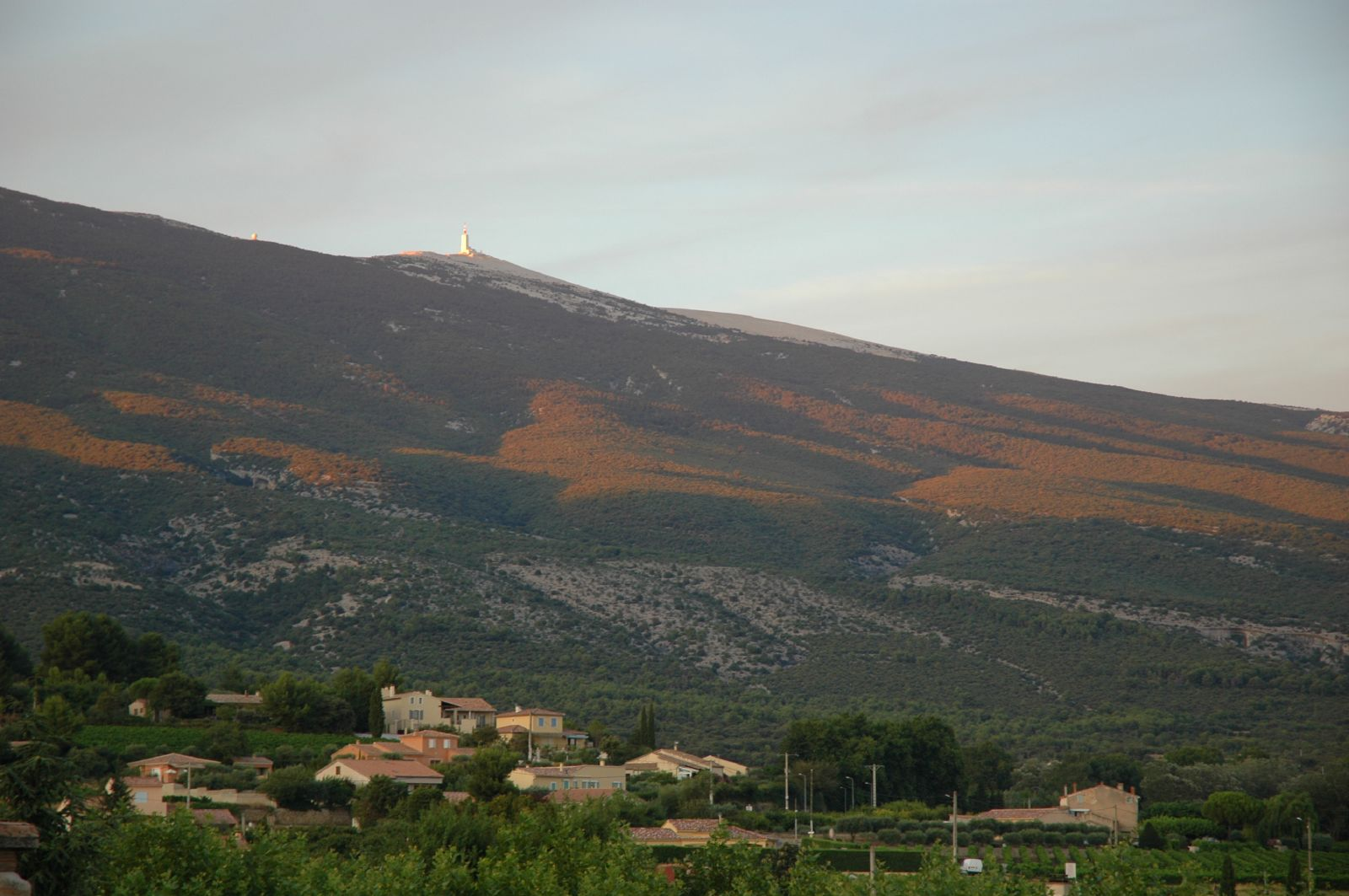
Mont Ventoux en automne.

Bédoin est bâtie au pied du mont Ventoux. Ce massif qui culmine à 1 912 mètres d'altitude est une arête calcaire d'orientation est-ouest. Le village se situe à 300 mètres d'altitude, sur le versant sud du "mont Chauve". Cette partie considérée comme le "vieux village" occupe la colline Saint-Antonin. Le reste du territoire communal s'étend jusqu'au sommet, il se caractérise par la présence de multiples vallons et combes.

### Géologie
La plaine alluvionnaire de Bédoin contient des sables à forte teneur en silice utilisés dans la verrerie, la céramique et la fabrication de produits résistant à de hautes températures.

### Sismicité
Les cantons de Bonnieux, Apt, Cadenet, Cavaillon et Pertuis sont classés en zone Ib (risque faible). Tous les autres cantons du département de Vaucluse sont classés en zone Ia (risque très faible). Ce zonage correspond à une sismicité ne se traduisant qu'exceptionnellement par la destruction de bâtiments.

### Hydrographie
La commune de Bédoin est traversée par la Mède qui prend sa source dans le mont Ventoux pour se jeter ensuite dans la Sorgue de Velleron. La Mède, qui se nommait Mèze au XIIIe siècle, a été recouverte il y a plus de 30 ans[Quand ?]. Elle s'écoule sous la route de Flassan au niveau de la chapelle des Sœurs-de-Nazareth, puis le long du parking du centre culturel, pour couler à découvert au niveau de la cave. Un de ses affluents, la Malagrone, prend sa source dans la Combe de Milan.

### Climat
Pour des articles plus généraux, voir Climat de Provence-Alpes-Côte d'Azur et Climat de Vaucluse.
En 2010, le climat de la commune est de type climat méditerranéen altéré, selon une étude du Centre national de la recherche scientifique s'appuyant sur une série de données couvrant la période 1971-2000. En 2020, Météo-France publie une typologie des climats de la France métropolitaine dans laquelle la commune est dans une zone de transition entre le climat de montagne et le climat méditerranéen et est dans la région climatique  Provence, Languedoc-Roussillon, caractérisée par une pluviométrie faible en été, un très bon ensoleillement (2 600 h/an), un été chaud (21,5 °C), un air très sec en été, sec en toutes saisons, des vents forts (fréquence de 40 à 50 % de vents > 5 m/s) et peu de brouillards. 
Pour la période 1971-2000, la température annuelle moyenne est de 13,3 °C, avec une amplitude thermique annuelle de 17 °C. Le cumul annuel moyen de précipitations est de 784 mm, avec 6,1 jours de précipitations en janvier et 3,3 jours en juillet. Pour la période 1991-2020, la température moyenne annuelle observée sur la station météorologique de Météo-France la plus proche, « Beaumont-Mt Serein », sur la commune de Beaumont-du-Ventoux à 7 km à vol d'oiseau, est de 7,0 °C et le cumul annuel moyen de précipitations est de 1 317,0 mm. 
La température maximale relevée sur cette station est de 33,4 °C, atteinte le 28 juin 2019 ; la température minimale est de −18 °C, atteinte le 5 février 2012,,. 
Les paramètres climatiques de la commune ont été estimés pour le milieu du siècle (2041-2070) selon différents scénarios d'émission de gaz à effet de serre à partir des nouvelles projections climatiques de référence DRIAS-2020. Ils sont consultables sur un site dédié publié par Météo-France en novembre 2022.

## Urbanisme

### Typologie
Au 1er janvier 2024, Bédoin est catégorisée bourg rural, selon la nouvelle grille communale de densité à sept niveaux définie par l'Insee en 2022.
Elle appartient à l'unité urbaine de Bédoin, une unité urbaine monocommunale constituant une ville isolée,. Par ailleurs la commune fait partie de l'aire d'attraction de Carpentras, dont elle est une commune de la couronne,. Cette aire, qui regroupe 21 communes, est catégorisée dans les aires de 50 000 à moins de 200 000 habitants,.

### Occupation des sols

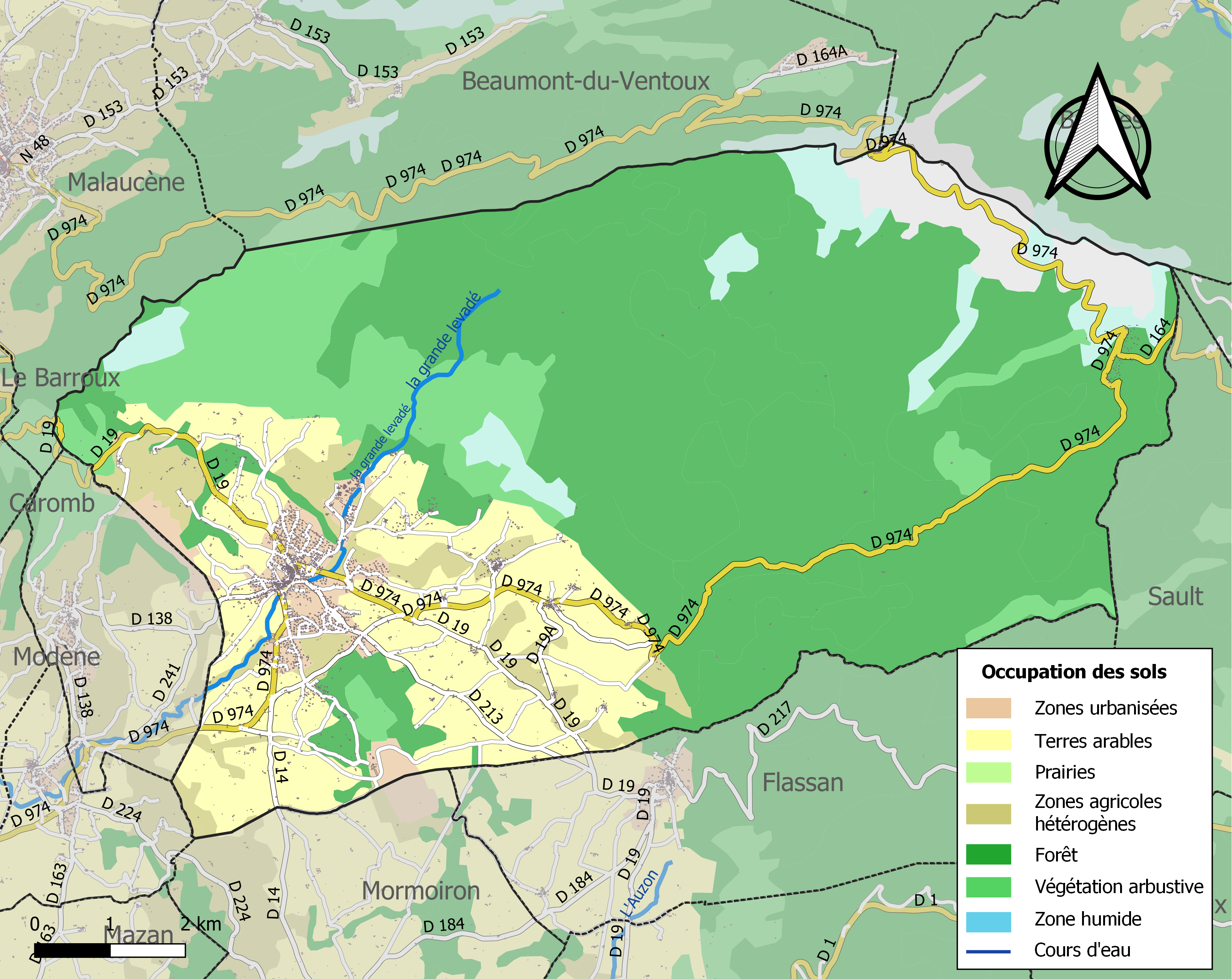
Carte des infrastructures et de l'occupation des sols de la commune en 2018 (CLC).

Le tableau ci-dessous présente l'occupation des sols de la commune en 2018, telle qu'elle ressort de la base de données européenne d’occupation biophysique des sols Corine Land Cover (CLC).
| Type d’occupation                                                                   | Pourcentage | Superficie (en hectares) |
| ----------------------------------------------------------------------------------- | ----------- | ------------------------ |
| Tissu urbain discontinu                                                             | 2,5 %       | 230                      |
| Extraction de matériaux                                                             | 0,6 %       | 58                       |
| Vignobles                                                                           | 17,1 %      | 1548                     |
| Systèmes culturaux et parcellaires complexes                                        | 1,7 %       | 156                      |
| Surfaces essentiellement agricoles interrompues par des espaces naturels importants | 3,4 %       | 307                      |
| Forêts de feuillus                                                                  | 30,6 %      | 2773                     |
| Forêts de conifères                                                                 | 14,1 %      | 1273                     |
| Forêts mélangées                                                                    | 10,7 %      | 967                      |
| Pelouses et pâturages naturels                                                      | 0,6 %       | 54                       |
| Végétation sclérophylle                                                             | 10,7 %      | 970                      |
| Forêt et végétation arbustive en mutation                                           | 0,4 %       | 34                       |
| Roches nues                                                                         | 3,4 %       | 311                      |
| Végétation clairsemée                                                               | 4,2 %       | 377                      |
| Source : Corine Land Cover                                                          |             |                          |

## Toponymie
Le nom de Bédoin (Beduinum) est à nouveau cité dans une donation faite en 993 à l'abbaye de Montmajour par le seigneur Exmidio. Le village a été ensuite appelé successivement Bedoin en 1206, Bedoyno en 1318, Bedoynus entre 1363 et 1415, et aux XVIe et XVIIe siècles, Bedoin (ou Bédoin). Il est possible de voir dans le mot Bedoin un nom de personnage germanique, Betwin (« l'ami du lit »).
La commune porte le nom de Bedoin en occitan.

## Histoire

### Préhistoire
La présence de nombreuses grottes et abris sous-roche à Bédoin et dans le mont Ventoux milite en faveur d'une occupation ancienne de ce lieu. Des traces du paléolithique et du néolithique ont été retrouvées sur certains sites de la commune de Bédoin. Des nucléus, éclats, lames et lamelles, grattoirs, perçoirs et armatures de flèches ont été récoltés en abondance sur les sites de Terme Roux et des Vendrans. Des pièces d'industrie lithique ont été découvertes dans la combe de Maraval et une hache en serpentine au hameau des Baux. Dans l'abri sépulcral chacolithique de la Madeleine ont été trouvés des vestiges des âges du bronze ancien (2300/2200-1600 av. J.-C.), moyen et final: une anse à ruban et des fragments de bords à biseau interne.

### Antiquité
La vigne a été présente depuis l'antiquité. Des vestiges gallo-romains en témoignent. Les premiers ont été découverts près de la fontaine de la Grave, dans le quartier Saint-Eutrope au hameau des Baux, puis récemment les ruines d'une villa gallo-romaine ont été fouillées au hameau les Bruns.
La civilisation romaine fut anéantie lors des grandes invasions et il a été avancé que Bédoin signifierait « le berceau du vin » et proviendrait du nom germanique « bett-wein » (lit du vin).
Dans le dictionnaire de Frédéric Mistral, le nom de la commune proviendrait du bas-latin Bedoinum, lui-même de Beduinum et Bedoynium. À noter que dans l'ancienne langue d'oc, le -o se prononce très souvent comme le -ou français, d'où les écritures Bedoin (en provençal classique) et Bedouin (en provençal mistralien).

### Moyen Âge
Bédoin apparaît sous le nom de « Beduinum » en 956 dans le cartulaire du chapitre cathédral Saint-Étienne d'Agde. C'est une donation de « Beduinum » et en son district, faite par Udalfrède, à sa fille Berthe, consacrée à Dieu, le 3 avant les nones de novembre de l'an II du règne du roi Lothaire, par devant maître Nazaire, notaire. Il est question également de Saint-Pierre-de-Vassols, de Canat, d'Asnarie, de Gabian et leurs districts. Pour Médeilhan, Udalfrède donne la moitié de ses églises, avec leurs serviteurs et servantes.
La chapelle de la Madeleine de Bédoin, ancien prieuré bénédictin, date du deuxième quart du XIe siècle. Un des plus anciens actes du cartulaire de l'abbaye de Montmajour, daté du Xe siècle, indique que Exmido, seigneur de Bédoin, donna aux bénédictins de cette abbaye, fondée en 949, la « villa » et les églises de son fief « Beduino », dont une chapelle dénommée Saint-Pierre de Monestrol qui, grâce à ses confronts, serait celle de la Madeleine.
Au cours du Moyen Âge, cette donation fut confirmée régulièrement par les papes Grégoire V (998), Urbain II (1097) et Pascal II (1102).

### Période moderne
En 1794, le village de Bédoin comprend deux classes de population, d'une part des cultivateurs, des maçons, des tailleurs, des tisserands, des marchands, et de l'autre, une classe bourgeoise composée d'avocats, de médecins, de nobles catholiques et de prêtres. Ces habitants sont encore très attachés au pape, depuis la fin de la domination pontificale de l'ancien Comtat Venaissin (quatre ans auparavant). Six prêtres insermentés ou réfractaires et deux religieuses insermentées ont trouvé asile dans la commune.
Le Comtat Venaissin est réuni au royaume le 14 septembre 1791. Bédoin se distingue alors par son attitude ultraconservatrice et devient un foyer royaliste. Le village est surnommé « la Vendée du Midi ». Après l'exécution de Louis XVI, s'installe le régime de la Terreur de septembre 1793 à juillet 1794. Les principes révolutionnaires supplantent le culte catholique. Le 10 août 1793, Silvestre Fructus, républicain, s'installe à la mairie. Il s'installe alors un trafic de biens nationaux, des orgies et des beuveries qui mécontentent la population. Le 28 janvier 1794, la publication de la liste générale des émigrés entraîne la confiscation des biens de treize habitants de Bédoin.
Dans la nuit du 12 au 13 floréal an II (1er au 2 mai 1794), l'arbre de la liberté est arraché de la place publique (porte Saint-Jean), traîné dans le fossé au pied des remparts et abandonné dans le « pré au porc ». Le bonnet phrygien rouge qui surmontait l'arbre est jeté dans un puits partiellement comblé. L'affiche contenant les décrets de la Convention nationale est arrachée, lacérée, souillée, piétinée.
Le 13 et 14 floréal, la municipalité commence une enquête, sans succès. Le 15 floréal, Agricol Moureau, administrateur du département de Vaucluse et Étienne-Christophe Maignet, jacobin représentant du gouvernement révolutionnaire, ordonnent à l’agent national Legot de se rendre à Bédoin accompagné du 4e bataillon de l'Ardèche commandé par Suchet. Les membres de la municipalité et du comité de surveillance, les nobles, les prêtres et d'autres suspects sont arrêtés. Tous les habitants, femmes exceptées, sont réunis dans l'église paroissiale. Aucun ne dénonce les coupables. Maignet ordonne alors que le tribunal criminel du département de Vaucluse s'installe dans Bédoin pour y juger les faits commis.
Extraits de l'arrêté du 17 floréal an II :
« Considérant que la justice ne saurait donner trop d'éclat à la vengeance nationale dans la punition du crime abominable qui s'est commis à Bedouin que ce n'est qu'en frappant sur le lieu même où il a été commis […] que l'on pourra porter l'épouvante dans l'âme de ceux qui oseraient encore méditer de nouveaux attentats […], ordonne que le tribunal criminel du département de Vaucluse […] se transportera dans le plus court délai à Bedouin, pour y instruire la procédure et y faire exécuter de suite le jugement qu’il rendra ».
Cet arrêté ordonne « que le pays qui a osé renverser le siège auguste de la Liberté est un pays ennemi que le fer et la flamme doivent détruire ».
Legot et Suchet, accompagnés de leurs troupes, s'installent dans le village. Ils perquisitionnent, volent, profanent les objets de culte, la flèche du clocher est renversée. La maison de M. de Vaubonne, noble, est pillée.
Le 20 floréal an II, le tribunal s'installe dans la commune, amenant avec lui la guillotine et trois bourreaux. Au terme du procès, 63 habitants sont condamnés à mort, dont 8 femmes parmi lesquelles la plus jeune est âgée de 19 ans et deux religieuses, 10 sont « mis hors la loi », une personne est condamnée aux fers, 13 à la réclusion et une à une année de détention. Cinquante-deux personnes sont remises en liberté mais restent soumises à l'arrêté du 17 floréal.
Le 9 prairial an II (28 mai 1794), le jugement est exécuté sur l'emplacement de l'arbre arraché en présence des habitants, 35 personnes sont guillotinées et 28 fusillées. Les corps dépouillés sont ensevelis dans une fosse commune. La chapelle de Becarras, sur la route de Flassan, a été bâtie sur l'emplacement de la fosse.

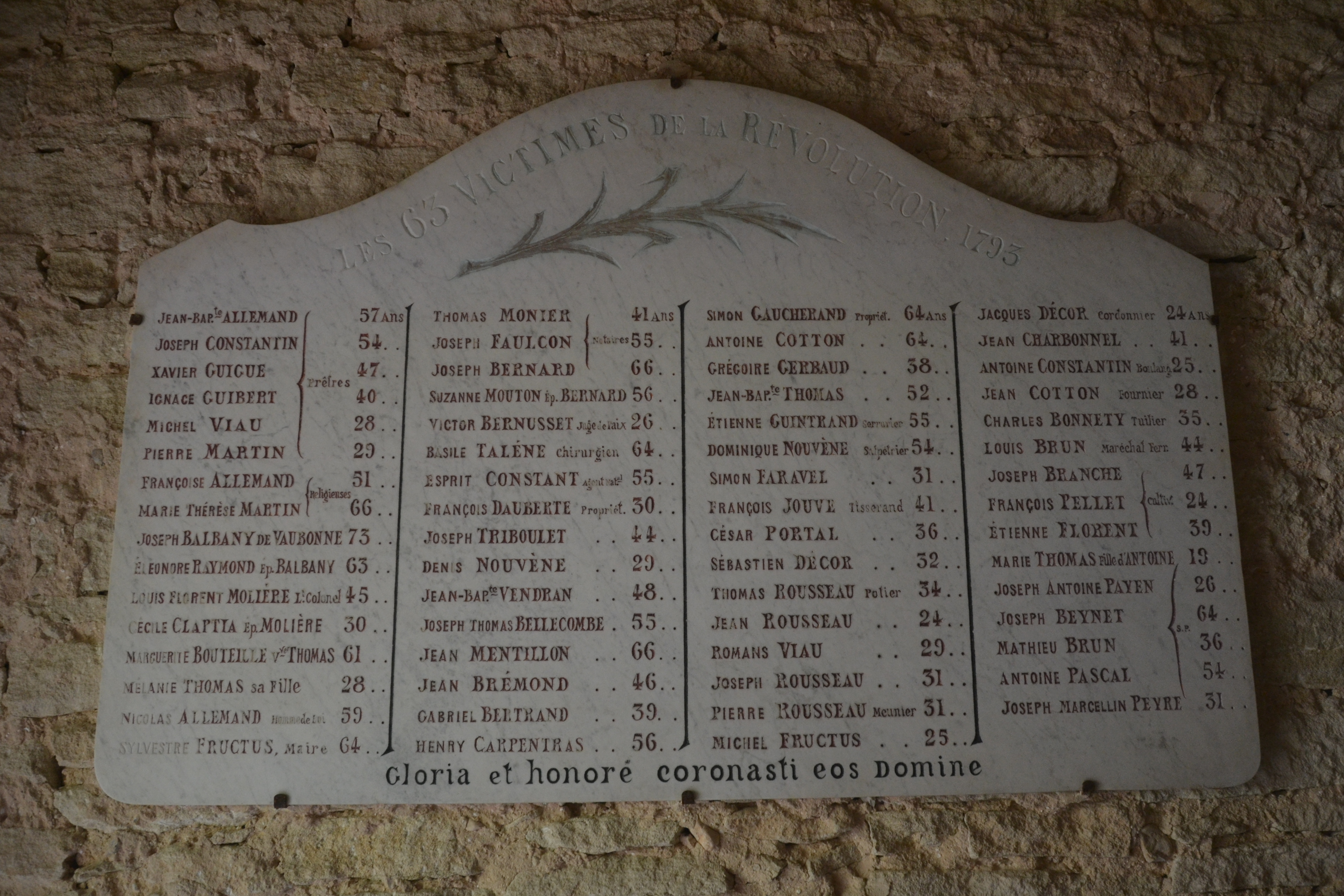
Liste des 63 personnes guillotinées ou fusillées.
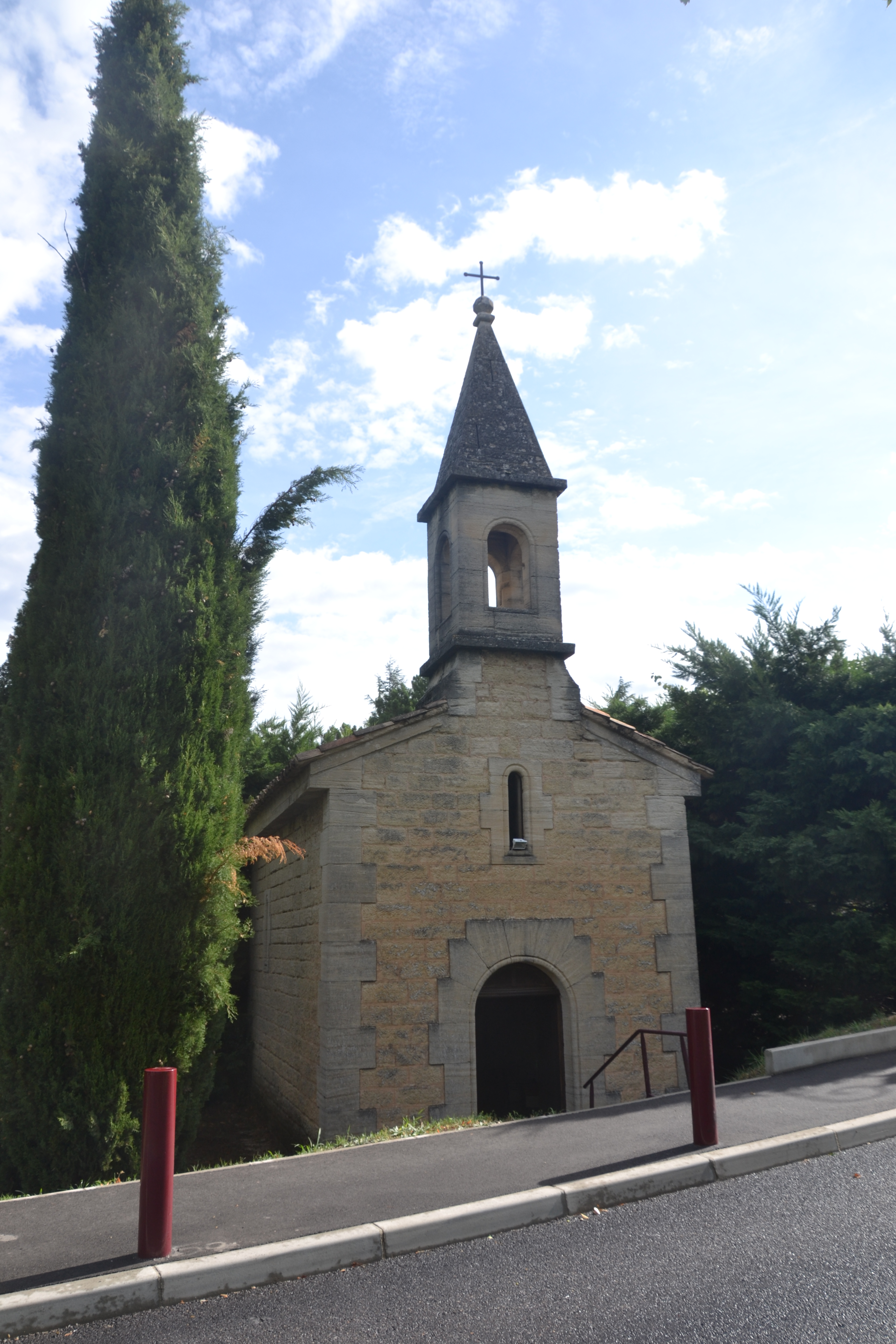
La chapelle de Becarras.

Le 13 prairial, Legot donne un délai de vingt-quatre heures aux habitants pour évacuer le village. Le 15, les soldats du 4e bataillon de l'Ardèche incendient le village. Cinq-cents maisons et édifices publics, huit chapelles, sont détruites. Les soldats font sauter une partie de la voûte de l'église paroissiale.
En langage révolutionnaire, Bédoin devient « l'infâme », « l'incendié », ou « l'anéanti ».
Le 15 floréal an III, après le 9 Thermidor, le nouveau représentant en mission Debry fait célébrer une cérémonie solennelle de réhabilitation.

### Reboisement du massif du Ventoux auXIXesiècle
Au milieu du XIXe siècle le déboisement excessif pratiqué au cours des siècles a rendu les massifs provençaux dépourvus de forêts et complètement arides. Au début du XIXe siècle, un préfet effectue une description dantesque et minutieuse des terres du Ventoux et de ses environs au nord comme au sud, à l’est comme à l'ouest, où « Les défrichements excessifs sont visibles sur tous les espaces forestiers. La vue en est douloureuse et affligeante de toutes ces masses énormes de roches calcaires si horriblement décharnées ».
En 1860, l’empereur Napoléon III rend obligatoire, par deux lois successives, la restauration des terrains en montagne. Sous l'impulsion de son maire, Joseph Charles Eymard (mandat 1858-1870), la commune de Bédoin et l'État se coordonnent pour reboiser la montagne dans son entier, soit environ 4 000 hectares de terrains escarpés.
Bédoin a fait figure de commune pilote en matière de reboisement, sous l'impulsion de son maire et des agents des eaux et forêt, cette épopée forestière s'est déroulée jusqu'à la veille de la grande guerre en 1914.
Le reboisement du mont Ventoux a non seulement restauré la couverture végétale, les écosystèmes et la biodiversité mais a été pour la commune une source de richesses nouvelle, en raison du développement de la production truffière qui en a résulté.

### Période contemporaine
Le 16 octobre 1954, d'après le journal Var Matin-République, deux membres du personnel de l'observatoire météo du Mont Ventoux, Michel Figuet et Jean-Louis Ruchon, avaient signalé que ce matin-là, à 7 h 30, à l'est-nord-est, en direction d'Orange, un engin inconnu planait dans le ciel. Le quotidien expliquait : « L'objet est d'apparence sphérique et métallique. Cet engin a la forme d'un ovoïde avec deux cônes superposés reliés par une espèce d'antenne ».

## Politique et administration

### Budget et fiscalité 2015
En 2015, le budget de la commune était constitué ainsi :
- total des produits de fonctionnement : 4 007 000 €, soit 1 241 € par habitant ;
- total des charges de fonctionnement : 3 096 000 €, soit 959 € par habitant ;
- total des ressources d’investissement : 1 999 000 €, soit 619 € par habitant ;
- total des emplois d’investissement : 2 166 000 €, soit 671 € par habitant.
- endettement : 766 000 €, soit 237 € par habitant.

Avec les taux de fiscalité suivants :
- taxe d’habitation : 12,40 % ;
- taxe foncière sur les propriétés bâties : 21,37 % ;
- taxe foncière sur les propriétés non bâties : 38,77 % ;
- taxe additionnelle à la taxe foncière sur les propriétés non bâties : 0,00 % ;
- cotisation foncière des entreprises : 0,00 %.

## Démographie
L'évolution du nombre d'habitants est connue à travers les recensements de la population effectués dans la commune depuis 1793. Pour les communes de moins de 10 000 habitants, une enquête de recensement portant sur toute la population est réalisée tous les cinq ans, les populations de référence des années intermédiaires étant quant à elles estimées par interpolation ou extrapolation. Pour la commune, le premier recensement exhaustif entrant dans le cadre du nouveau dispositif a été réalisé en 2004.

En 2022, la commune comptait 3 077 habitants, en évolution de −0,77 % par rapport à 2016 (Vaucluse : +1,73 %, France hors Mayotte : +2,11 %).
| 1793  | 1800  | 1806  | 1821  | 1831  | 1836  | 1841  | 1846  | 1851  |
| ----- | ----- | ----- | ----- | ----- | ----- | ----- | ----- | ----- |
| 2 026 | 1 945 | 1 983 | 2 177 | 2 237 | 2 504 | 2 550 | 2 576 | 2 574 |

| 1856  | 1861  | 1866  | 1872  | 1876  | 1881  | 1886  | 1891  | 1896  |
| ----- | ----- | ----- | ----- | ----- | ----- | ----- | ----- | ----- |
| 2 548 | 2 413 | 2 476 | 2 425 | 2 380 | 2 374 | 2 262 | 2 056 | 2 008 |

| 1901  | 1906  | 1911  | 1921  | 1926  | 1931  | 1936  | 1946  | 1954  |
| ----- | ----- | ----- | ----- | ----- | ----- | ----- | ----- | ----- |
| 1 927 | 1 922 | 1 908 | 1 505 | 1 546 | 1 621 | 1 617 | 1 555 | 1 501 |

| 1962  | 1968  | 1975  | 1982  | 1990  | 1999  | 2004  | 2006  | 2009  |
| ----- | ----- | ----- | ----- | ----- | ----- | ----- | ----- | ----- |
| 1 580 | 1 611 | 1 635 | 1 818 | 2 215 | 2 609 | 2 942 | 2 974 | 3 132 |

| 2014  | 2019  | 2022  | - | - | - | - | - | - |
| ----- | ----- | ----- | - | - | - | - | - | - |
| 3 072 | 3 093 | 3 077 | - | - | - | - | - | - |

La commune de Bédoin possède une faible densité de population. Celle-ci découle de la vaste superficie de son territoire, le massif de Ventoux étant quasiment inhabité. Toutefois, la population de la commune est en forte augmentation depuis 1975. Les chiffres actuels sont redevenus comparables à ceux du XVIIIe siècle. Cette hausse est principalement due à l'allongement de la durée de vie, la classe des personnes âgées de plus de 65 ans augmente alors que celle des moins de 15 ans diminue.

## Économie

### Commerce
Le marché provençal hebdomadaire se tient chaque lundi.

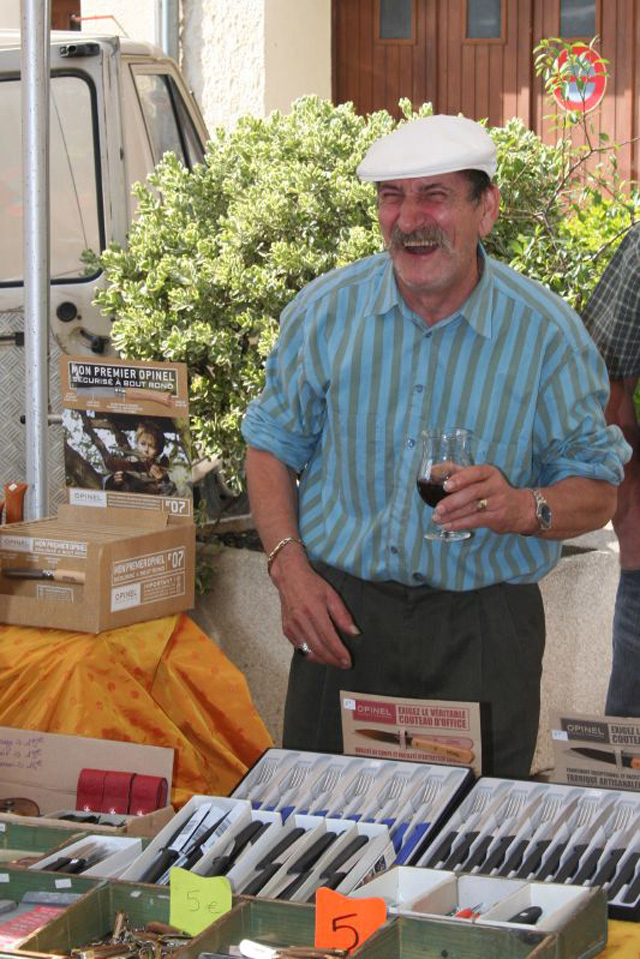
Boire un petit coup au marché de Bédoin.
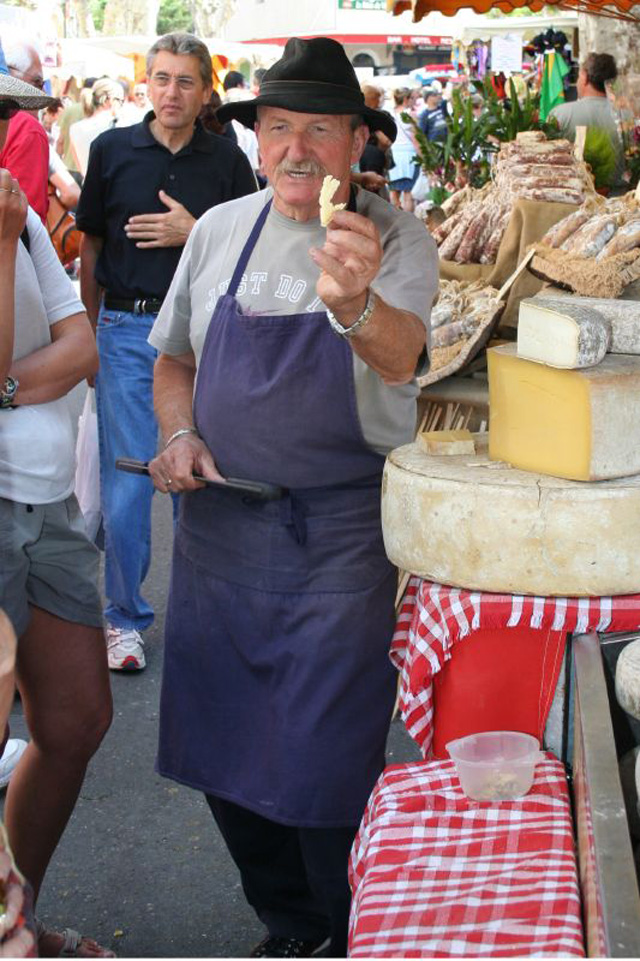
Fromager au marché de Bédoin.

### Tourisme
Le tourisme est un point fondamental de l'économie de la commune. L'été, la population peut être multipliée par cinq en raison de la renommée du mont Ventoux. Le climat est également un atout majeur. De nombreux touristes viennent à Bédoin pour le soleil, le repos et surtout pour l'ascension du Géant de Provence par sa face la plus difficile (1 610 mètres de dénivelé sur 21,5 km, soit une pente d'environ 7,5 %). Les passages du Tour de France sont des périodes de grande affluence. Plus de 500 000 personnes étaient massées sur les pentes du Ventoux lors du Tour de France 2009.

 De nombreux équipements servent aux nuitées des touristes. Bédoin est dotée d'une vingtaine de restaurants, de trois hôtels, de cinq campings dont un naturiste, d'un village de vacances, de chambres d'hôtes et de locations saisonnières.

### Agriculture

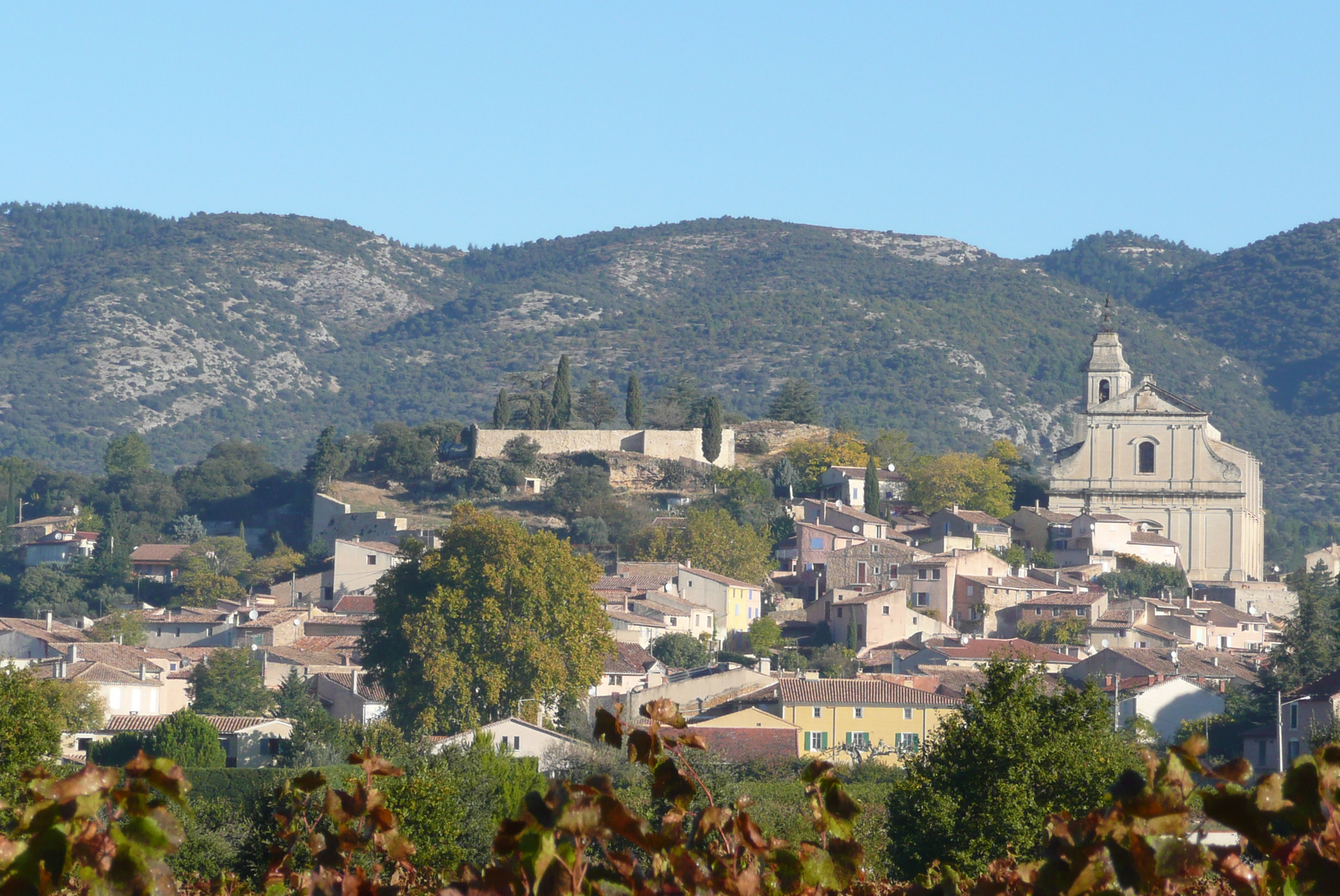
Vue du village par-dessus les vignes.

#### Production viticole
Les vignerons de Bédoin cultivent environ 818 hectares de vignes d'appellations AOC côtes-du-ventoux et vin de Pays. Les caractéristiques climatiques et géologiques de la commune permettent de rendre ces vins tout à fait typiques. Les cépages cultivés sont pour les rouges et les rosés : le grenache noir, le carignan, le cinsault, le syrah et le morvèdre. Les cépages sélectionnés pour la production des vins blancs sont le clairette, le bourboulenc et le grenache blanc. Ces appellations offrent une gamme s'étalant des vins dits "d'entrée de gamme", en passant par les cuves de terroirs ou les premiums.

 Bédoin possède une cave coopérative (les Vignerons du Mont Ventoux) ainsi que différents domaines (Galinier, Mas des Sœurs, le Van, la Grange de Maximin),.

#### Les vergers fruitiers
Les vergers fruitiers représentent une autre part importante de l'agriculture, ils sont la troisième source de revenus après la vigne. Les cerisiers, en particulier pour la production de cerises rouges, sont très répandus sur la commune. Les variétés cultivées sont la Burlat (fin mai), la Summit (juin) et la Belge (tardive). Des abricotiers, pruniers et figuiers sont également présents.
L'olivier tient une place particulière. L'huile produite à Bédoin est reconnue depuis le XVIIIe siècle mais le gel de février 1956 a largement diminué la production. Depuis mars 2007, l'huile des communes de Bédoin et de Caromb bénéficie d'une appellation d'origine contrôlée (AOC) régionale "Huile de Provence"

## Équipements et services
Sur la commune : police municipale, caserne de pompiers, bureau de Poste, commerces variés, une banque et un assureur.

### Transports
La commune possède un service d'autobus sur une ligne Bédoin-Carpentras, qui fonctionne tous les jours sauf dimanche et jours fériés. Un service de transport à la demande (pour 1 €) a également été mis en place. Bédoin dispose d'une compagnie de taxi.

### Enseignement
On trouve sur la commune une école maternelle et une école primaire. Les élèves sont ensuite dirigés vers le collège André Malraux à Mazan, puis le lycée Jean-Henri Fabre à Carpentras.
La commune possède une bibliothèque municipale.

### Sports
L’activité sportive de Bédoin est principalement liée à sa situation géographique. La présence du mont Ventoux a permis le développement très important du cyclisme, des courses automobiles, des randonnées équestres et pédestres, de l’escalade.
La commune possède un stade de football, deux centres équestres, trois courts de tennis, une piscine municipale (trois bassins). Les différentes associations du village permettent de pratiquer le judo, la gymnastique, la gymnastique rythmique, le hip-hop, la danse, le taekwondo, le yoga, la pétanque, le ski.

### Santé
Le village de Bédoin, équipé d'un centre médical, comporte trois médecins généralistes, cinq infirmières, deux chirurgiens-dentistes, un pédicure, trois kinésithérapeutes, un vétérinaire, une pharmacie et un centre esthétique ayurvédique.
Le centre hospitalier le plus proche de la commune se situe à Carpentras. Pour les cas les plus graves, les patients peuvent également être transférés sur les hôpitaux d'Avignon ou de Marseille.
La commune possède une maison de retraite publique et un service d'ambulance, ainsi qu'une caserne de pompiers volontaires.

### Environnement
Cette commune fait partie de la réserve de biosphère du Mont Ventoux, label attribué par l'Organisation des Nations unies pour l'éducation, la science et la culture (UNESCO) à 34 communes du massif depuis 1990. Plus récemment, elle est également concernée par le projet de parc naturel régional du Mont-Ventoux.
La collecte et traitement des déchets des ménages et déchets assimilés et la protection et mise en valeur de l'environnement se font dans le cadre de la communauté d'agglomération Ventoux-Comtat Venaissin.

## Vie locale
- Brocante.
- Festival Crions Z'Ensemble.
- Marché les lundis matin et vendredi soir en été.

## Lieux et monuments

### Monuments
- Sur la place des écoles, monument commémoratif aux victimes de la Révolution, avec moderne notice explicative et ancienne plaque en marbre portant le texte suivant : « Après un an de pleurs sur ces débris affreux, la loi ramène la justice consolez-vous, ô malheureux puisque l'éclat du crime en prédit le supplice ».
- Route de Flassan, chapelle de Beccaras, construite sur la fosse commune qui reçut les victimes du massacre du 28 mai 1794. À l'intérieur, des plaques portent le nom des 63 habitants de Bedoin guillotinés ou fusillés. Sur le côté de la chapelle, tombe de monsieur FXM Allemand, mort le 21 août 1865 à l'âge de 89 ans.
- Monument aux morts et plaque commémorative[54],[55],[56].
- Église Sainte-Colombe de Sainte-Colombe.
- Église Saint-Pierre (XVIIIe siècle). Bâtie de 1708 à 1736 selon les plans de Paul Rochas, architecte avignonnais, elle est dédiée à saint Pierre[22]. Imposante, elle surplombe le village et fait face au nord, au mont Ventoux. Sa façade est de style jésuite. Son clocher est carré. En partie détruite en 1794, elle fut reconstruite entre 1807 et 1821[57].
- Chapelle romane Notre-Dame du Moustier[58].
- Chapelle Sainte-Croix du Mont Ventoux[59].
- Église des Baux de Bédoin.
- Chapelle de la Madeleine (XIe siècle). Située à trois kilomètres de Bédoin sur la route de Malaucène (nord-ouest du village), cette chapelle romane s'élève sur les terres du château de la Madelène. Petite construction (10,80 × 10,40 m), de type basilical, elle est faiblement éclairée et peu décorée. Elle a un clocher carré avec quatre baies géminées. La chapelle a été placée d'abord sous le vocable de saint Pierre puis sous celui de Sainte Madeleine. Elle fut donnée par le comte Exmido, seigneur de Bédoin, à l'abbaye bénédictine de Montmajour, près d'Arles, au Xe siècle[22]. Au Moyen Âge, elle abrita des moines bénédictins qui défrichèrent les terres. Au XIXe siècle le domaine devint la propriété de la famille Collet de la Madelène qui donna naissance aux écrivains Jules de la Madelène (1820-1859) auteur du roman Le marquis des Saffres dont l'action se déroule à Bédoin et Henri (1825-1887), auteur de nouvelles (Jean des Baumes, La fin du marquisat d'Aurel), journaliste et homme de lettres. Actuellement privée, la chapelle peut être visitée certains jours de la semaine[60],[61].

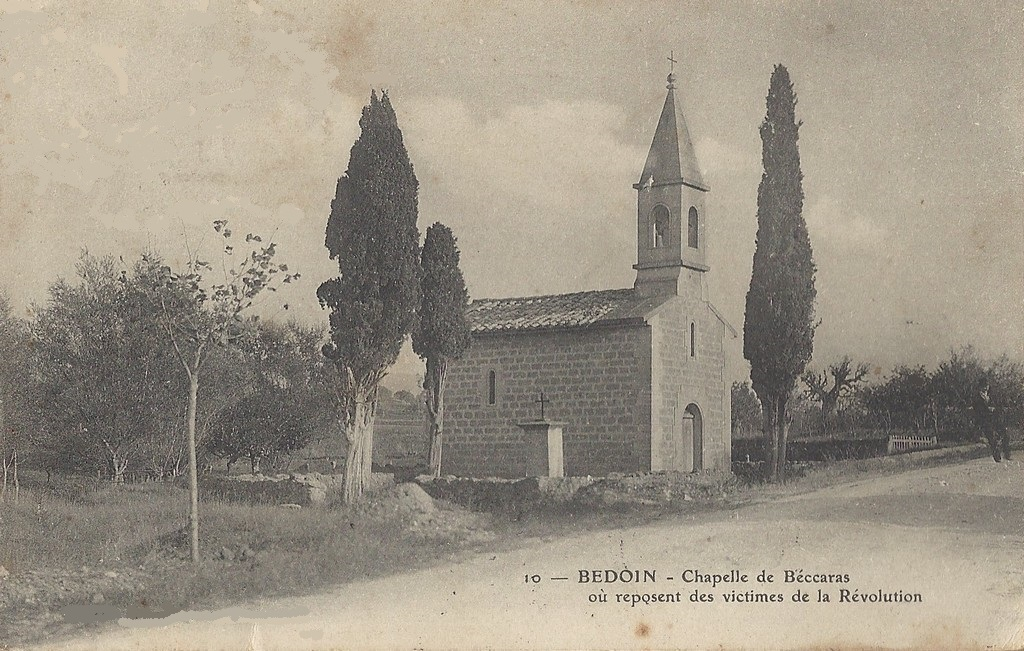
Chapelle de Beccaras.
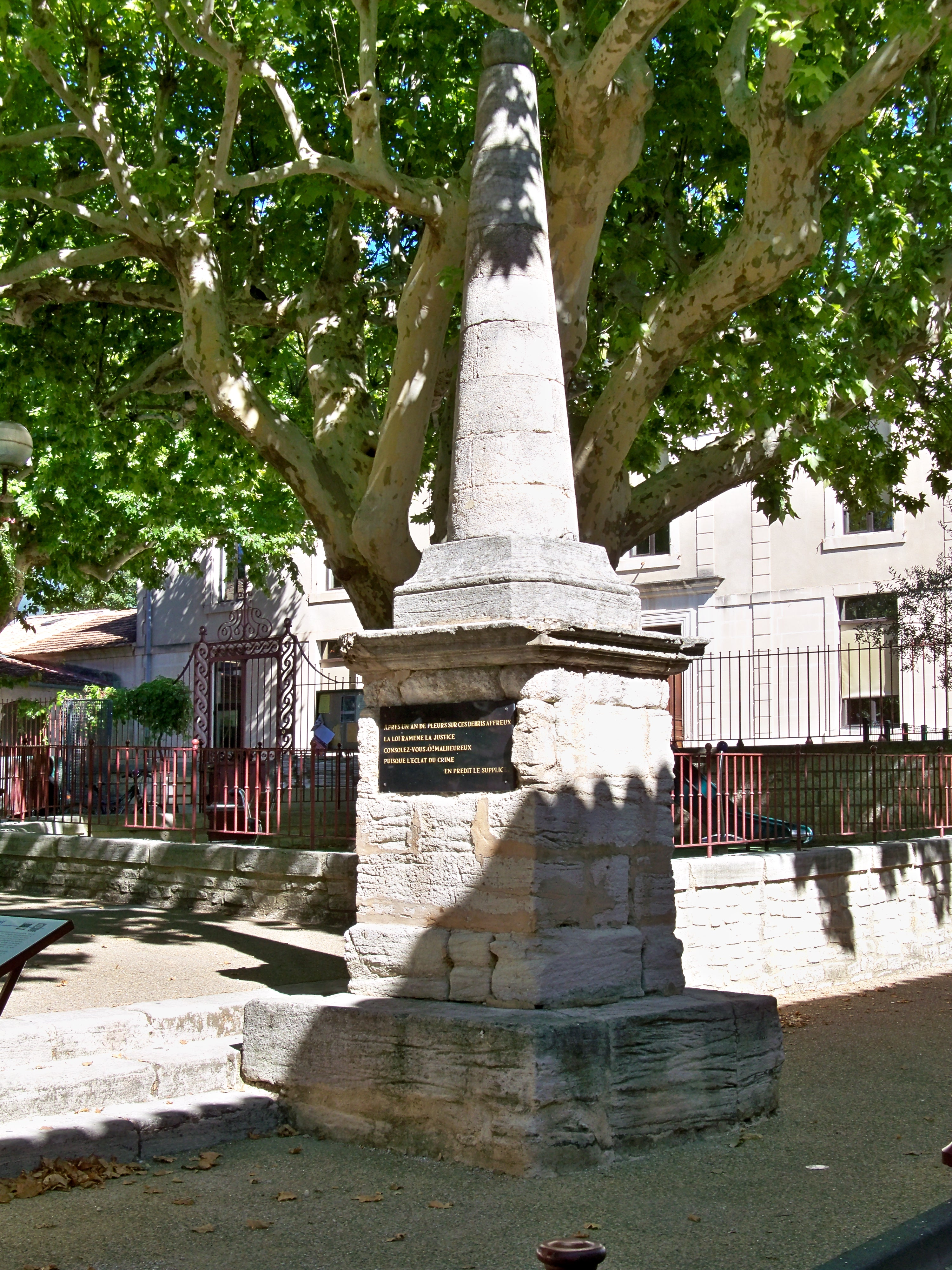
Monument commémoratif, dit la Pyramide.
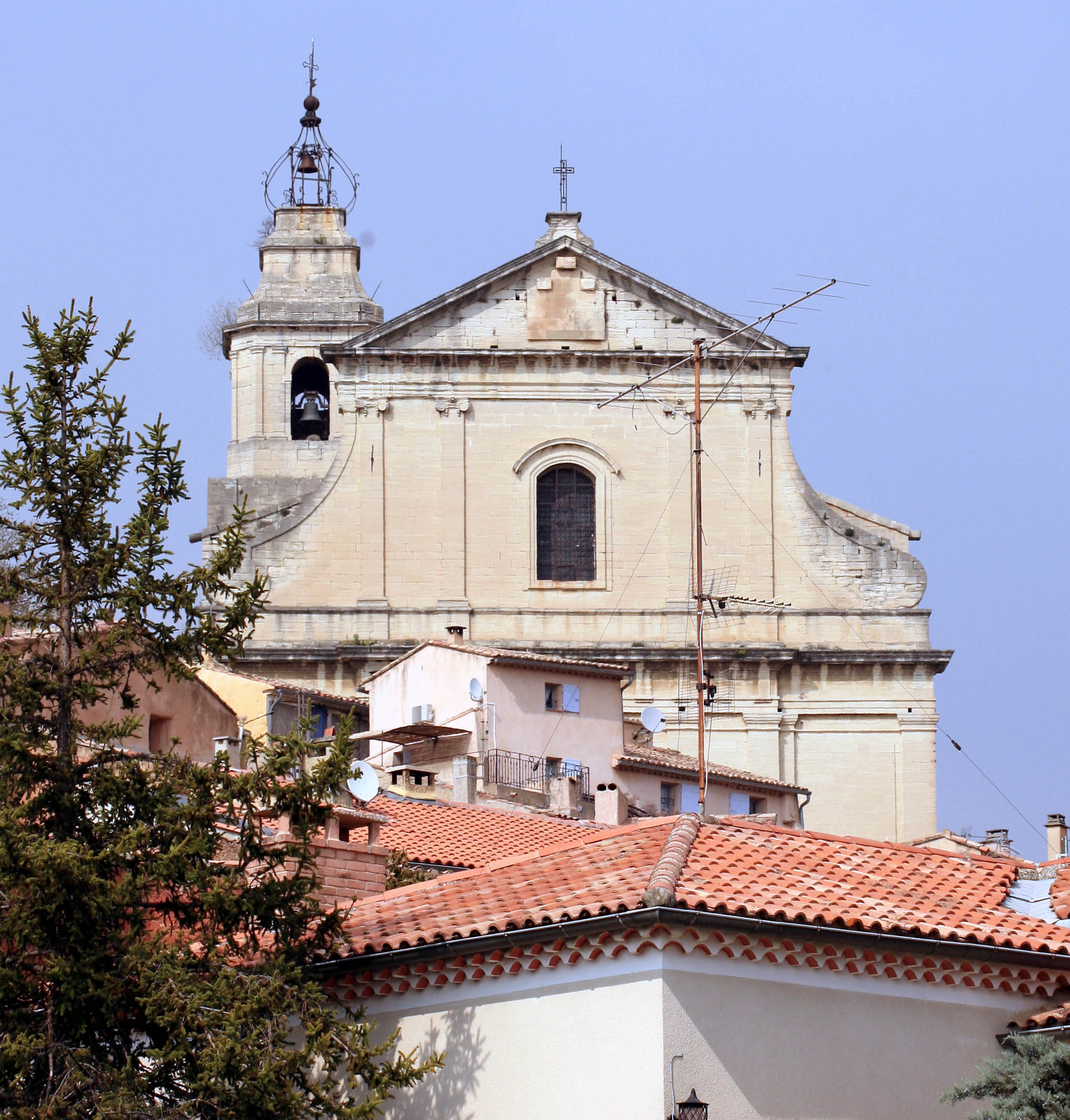
Église Saint-Pierre, façade occidentale.

### Lieux proches
La combe de Curnier constitue un mini-canyon tant les parois rocheuses sont étroites et resserrées. Au début de la combe, c'est un désert de falaises, découpées par l'érosion. Après les étroitures, se trouve une mystérieuse auge de pierre, recouverte de mousse, dont l'origine reste à ce jour inconnue. Le hameau de la Talaine est l'un des nombreux hameau qui couvrent le territoire de la commune de Bedoin ce dernier compte 12 habitants.

## Personnalités liées à la commune
- Raymond Guilhem de Budos (? - 1363), neveu de Clément V, seigneur de Clermont, Lodève, Budos, Beaumes-de-Venise, Bédoin, Caromb, Entraigues, Loriol et Mormoiron, gouverneur de Bénévent, maréchal de la Cour pontificale et recteur du Comtat Venaissin de 1310 à 1317.
- Gaëtan de Raxi de Flassan (1760-1845), diplomate et historien français.
- Joseph de Raxi de Flassan (6 août 1764-1786), lieutenant de vaisseau, ayant participé à l'expédition de La Pérouse.
- Henry de La Madelène (1825-1887), publiciste français.
- Gilbert Blanc (1906-1993), peintre.
- Paul Veyne (1930-2022), historien de l’Antiquité, vit depuis longtemps à Bédoin.
- Dominique Sénéquier, présidente de Ardian.
- Fernand Sorlot, éditeur.
- Les Juste parmi les Nations de Bédoin :
  - Clément Dumon (1880-1961)t
  - Marie Dumont (1874-1949)

### Héraldique
|  | Les armements peuvent se blasonner ainsi : D'azur à la montagne à trois coupeaux d'argent, une croix d'or sur celui du milieu. La montagne représente le mont Ventoux et la croix symbolise la chapelle Sainte-Croix édifiée au sommet du Ventoux à la fin du XVe siècle par Pierre de Valetarïs, évêque de Carpentras. |